# Grzegorz Grzelak
Grzegorz Andrzej Grzelak (ur. 28 lipca 1953 we Włocławku) – polski politolog, samorządowiec, działacz opozycji w okresie PRL.

## Życiorys

### Wykształcenie i działalność zawodowa
Syn inżyniera mechanika Zygmunta i księgowej i Józefy z domu Janowskiej. Uczył się w gdańskich szkołach podstawowych – nr 44 (1960–1963) oraz nr 58 (1963–1968). Absolwent I Liceum Ogólnokształcącego im. Mikołaja Kopernika w Gdańsku. Ukończył następnie studia na Uniwersytecie Gdańskim. W 1991 na Wydziale Nauk Społecznych Katolickiego Uniwersytetu Lubelskiego uzyskał stopień doktora nauk humanistycznych. Był pracownikiem naukowym w Instytucie Politologii UG oraz w Elbląskiej Uczelni Humanistyczno-Ekonomicznej. W pracy naukowej specjalizował się w zakresie geografii ekonomicznej, samorządu terytorialnego i polityki regionalnej.

### Działalność polityczna
W czasie nauki w liceum był w jednej klasie Arkadiuszem Rybickim i Aleksandrem Hallem, z którymi w 1969 założył Front Wyzwolenia Narodowego. Grupa ta zajmowała się wypisywaniem na murach haseł antypartyjnych i oblewaniem farbą tablic propagandowych.
Od 1977 działał w Ruchu Obrony Praw Człowieka i Obywatela. W 1979 należał do założycieli Ruchu Młodej Polski. Był autorem i kolporterem m.in. „Bratniaka”. Od 1980 do 1981 był sekretarzem Krajowej Komisji Porozumiewawczej, wszedł też w skład Komisji Krajowej „Solidarności”. Po wprowadzeniu stanu wojennego ukrywał się. Był autorem i kolporterem podziemnego pisma „Polityka Polska”.
Powrócił do współpracy z Lechem Wałęsą po jego zwolnieniu z Arłamowa. Od 1985 był uczestnikiem Klubu Myśli Politycznej „Dziekania”. W 1991 pełnił funkcję sekretarza stanu ds. samorządu terytorialnego w Kancelarii Prezydenta Rzeczypospolitej Polskiej.
W latach 90. należał do liderów Koalicji Republikańskiej, Partii Konserwatywnej i Stronnictwa Konserwatywno-Ludowego. Zasiadał w Radzie Miasta Gdańska, kierował Sejmikiem Samorządowym Województwa Gdańskiego. W 1993 bezskutecznie kandydował do Senatu z ramienia Katolickiego Komitetu Wyborczego „Ojczyzna”. W latach 1998–2002 z ramienia Akcji Wyborczej Solidarność sprawował mandat radnego sejmiku pomorskiego, wchodził w skład zarządu województwa, później przez część kadencji pełnił funkcję przewodniczącego sejmiku. W 2006 został radnym III kadencji z ramienia Platformy Obywatelskiej. W 2010, 2014 i 2018 uzyskiwał reelekcję. W V oraz w VI kadencji powoływany na wiceprzewodniczącego sejmiku.

## Odznaczenia i wyróżnienia
- Krzyż Oficerski Orderu Odrodzenia Polski (2009, za wybitne zasługi dla niepodległości Rzeczypospolitej Polskiej, za działalność na rzecz przemian demokratycznych, za osiągnięcia w podejmowanej z pożytkiem dla kraju pracy zawodowej i społecznej)[10]
- Krzyż Wolności i Solidarności (2015)[11]
- Odznaka Honorowa za Zasługi dla Samorządu Terytorialnego (2015)[12]
- Medal Księcia Mściwoja II (2011)[13]
- „Gryf Pomorski” – nagroda marszałka województwa pomorskiego (2023)[1].

## Życie prywatne
Od 1978 żonaty z Danutą z domu Richert, ma troje dzieci: Piotra, Urszulę i Jana.